# Воган, Томас
Томас Воган (англ. Thomas Vaughan, 17 апреля 1622 — 27 февраля 1666) — английский священник, розенкрейцер, алхимик и мистик, писавший в основном под псевдонимом Eugenius Philalethes (Евгений Филалет). Член научного Королевского общества. Состоял и на государственной службе. В 1638 году окончил Колледж Иисуса Оксфордского университета. В 1642 году получил степень бакалавра искусств. Работал в нескольких странах, в том числе в Америке.

## Биография
Томас Воган принадлежал к старинной благородной валлийской семье, глава которой был пэром королевства. Сам Томас Воган — хорошо известный учёный, священник, брат-близнец поэта Генри Вогана, давний друг и корреспондент Роберта Бойля. Он был одним из той небольшой группы учёных, которая впоследствии сформировала ядро Королевского научного общества. Окончив Оксфордский колледж, он стал настоятелем прихода Лансфрайд и занимался медицинскими исследованиями, обусловленными недостатком в Уэльсе врачей. В 1650 году был выселен из провинции за симпатии к роялистам. В 1651 году женился и следующий период жизни провёл в Лондоне.
Но занимаясь медицинской практикой, Воган, тем не менее, стремился применять на практике свои навыки химического приготовления лекарственных средств согласно методикам, предписанным Парацельсом (воплощением которого, по некоторым утверждениям, он являлся). В отличие от большинства алхимиков своего времени, Воган проводил свои опыты вместе с женой Ребеккой (вплоть до её смерти в 1658 году), которую высоко ценил и считал своим незаменимым товарищем в работе. По его собственному признанию, он был членом знаменитого Общества неизвестных философов. В 1652 году он отвечал за перевод на английский авторитетного трактата «Fama Fraternitatis» — анонимного розенкрейцерского манифеста, впервые опубликованного в 1614 году в Касселе. Позднее Воган принял участие в воплощении плана доктора Роберт Чайльда по созданию химического клуба, лаборатории и библиотеки, главной целью которой было собрание и перевод трудов по химии. В ходе судебной тяжбы с неким Эдвардом Болнестом Воган был обвинён в том, что тратил большую часть своего времени на изучение философии и натуральной химической физики. Сам он признавался, что «не раз находил и не раз терял… философский камень». Поскольку Воган много путешествовал и публично заявлял, что верит в алхимию, предполагали, что пробелы в его биографии могут совпасть с появлениями адепта, известного как Филалет. Решающим доказательством считалось существование манускрипта, содержащего труды по алхимии, который был написан почерком Томаса Вогана, но подписан псевдонимом Филалет. Действительно, Томас Воган интересовался алхимией и был автором, по крайней мере, одного трактата по этому искусству («Antoroposophia Theomagica», опубликован в 1650 году), но подписал он его Евгениус Филалет, а не Евгений. Более того, если сравнить фотокопии существующих манускриптов, написанных этими двумя людьми, легко можно увидеть, что почерки их не имеют ничего общего, а содержание алхимических трактатов Томаса Вогана совершенно отличается от содержания трудов Филалета. Хотя Воган попрежнему остаётся одним из основных кандидатов на роль «подлинного» Филалета, можно уверенно сделать только один вывод: личность этого адепта, как и даты его жизни, остаётся неразрешимой загадкой.
После Америки следы Филалета теряются на несколько лет. Согласно Джорджу Морхоффу, Адепт отправился в Ост-Индию и произвёл там множество публичных трансмутаций, однако это утверждение не доказано. Точно известна дата появления Филалета в Европе, поскольку в 1666 году в Амстердаме он отдал английскую версию «Открытой двери» Жану Ланжу для перевода на латынь. Книга была напечатана под латинским названием «Introitus apertus ad occlusum regis palatium». C другой стороны, именно в 1666 году неизвестный Адепт посетил Гельвеция в Гааге, которая расположена недалеко от Амстердама. Напомним, что во время разговора он сказал Гельвецию, будто Философского Камня в его коробочке из красного дерева хватит на то, чтобы превратить сорок тысяч фунтов основного металла в Золото. Более того, аналогичное заявление было сделано ван Гельмонту его неизвестным гостем, причём огромная сила порошка действительно подтвердилась.